# 아푸레강

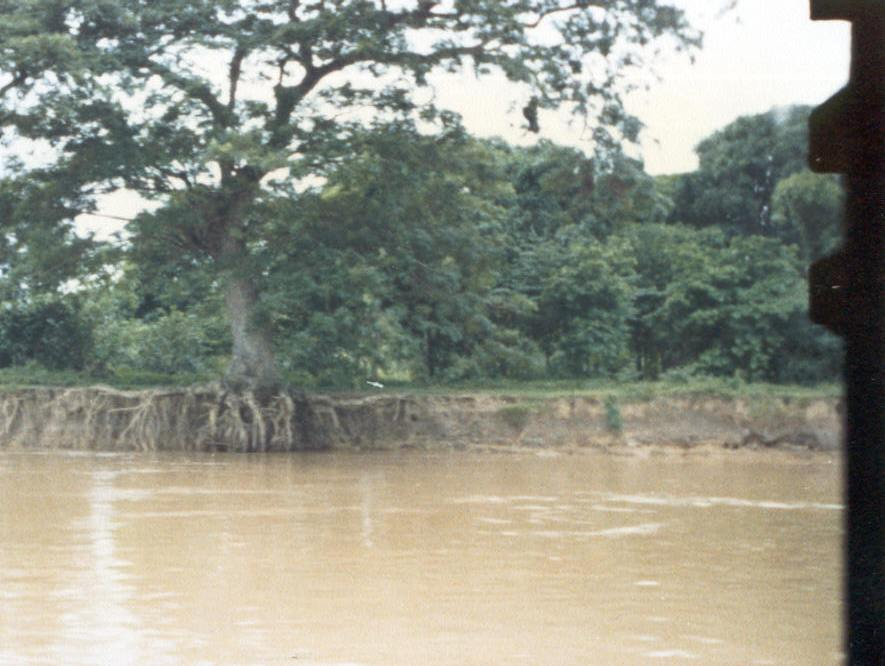
아푸레강

아푸레강(스페인어: Río Apure, 영어: Apure River)은 베네수엘라를 흐르는 강이다.